# Carcinus
Pour les articles homonymes, voir Carcinos.
Genre
Carcinus est un genre de crabes de la famille des Portunidae ou des Carcinidae selon certaines classifications (WoRMS, Catalogue of Life, NCBI, etc.). Il comporte deux espèces actuelles et deux fossiles.

## Liste des espèces
Selon World Register of Marine Species (7 février 2021) :
- Carcinus aestuarii Nardo, 1847 - synonyme Carcinus mediterraneus Czerniavsky, 1884 - crabe vert de Méditerranée
- Carcinus maenas (Linnaeus, 1758) - crabe enragé ou crabe vert

Espèces fossiles selon Paleobiology Database (1 septembre 2015) :
- Carcinus agnoensis
- Carcinus minor

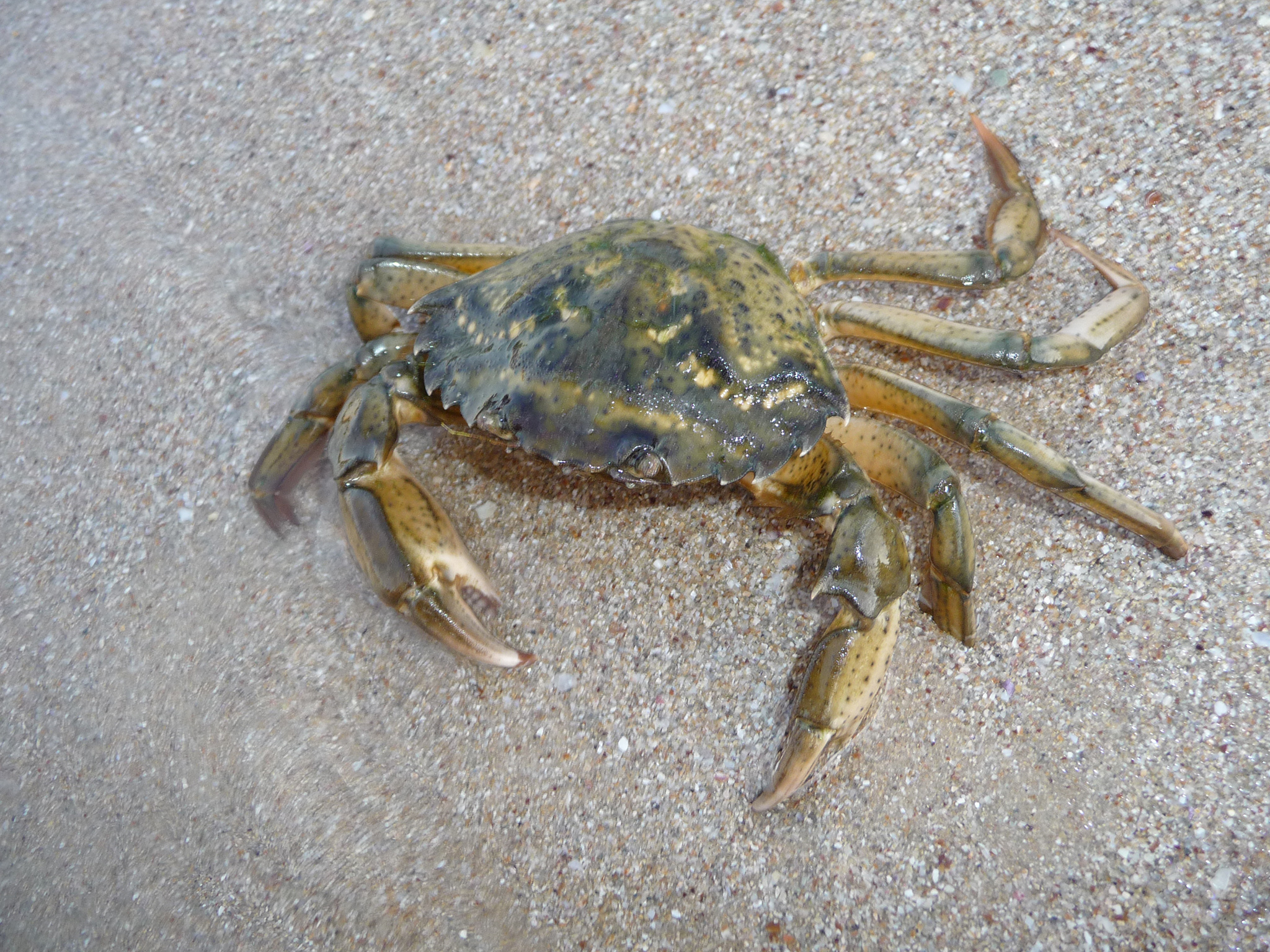
Carcinus aestuarii
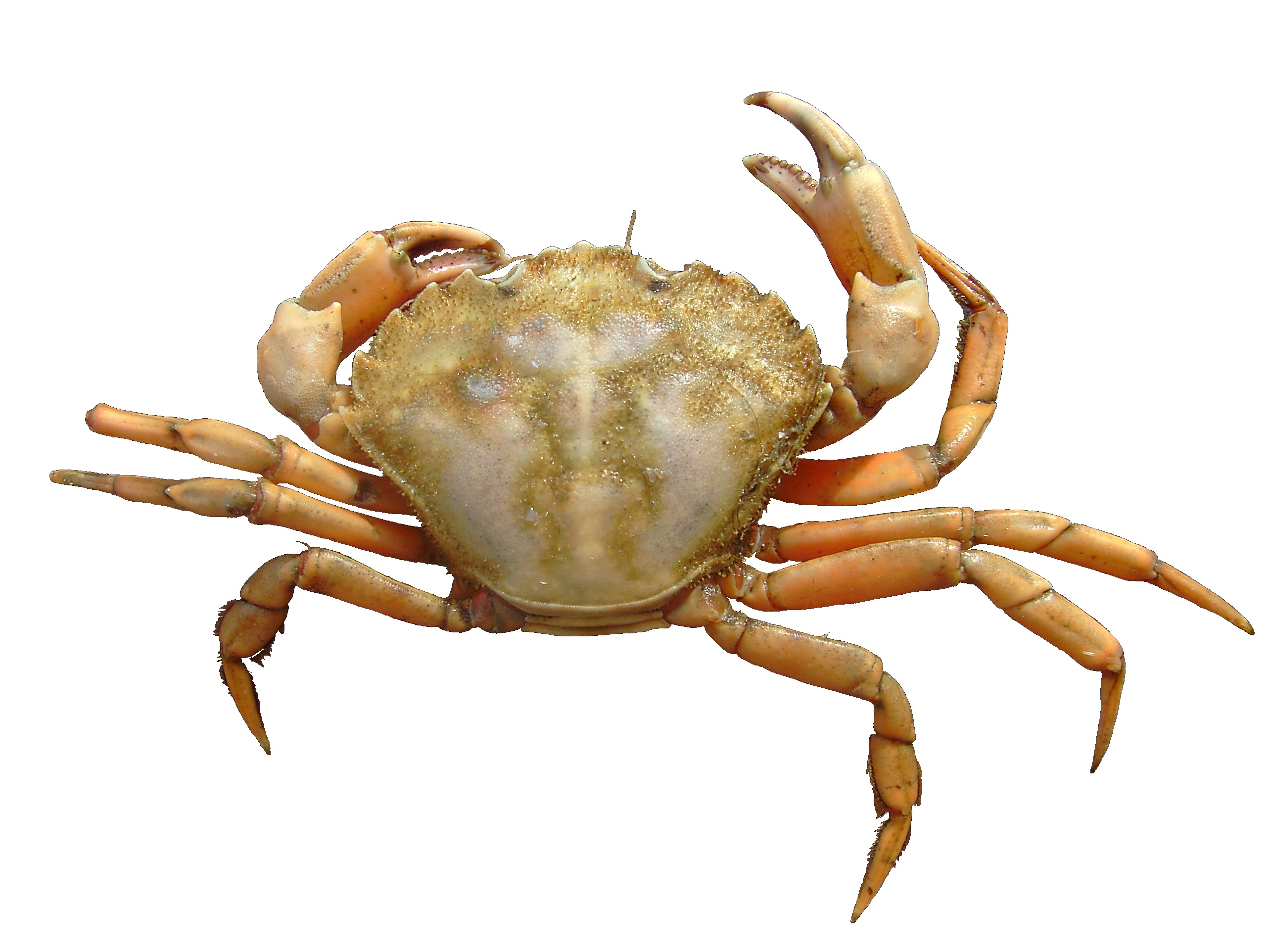
Carcinus maenas

## Référence
- Leach, 1814 : Crustaceology. The Edinburgh Encyclopædia. vol. 7. p. 385–437.